# 여름이 지나가면
《여름이 지나가면》(영어: When This Summer is Over)은 2025년 개봉한 대한민국의 드라마 영화이다.

## 줄거리
초등학생 이기준과 엄마는 농어촌전형을 위해서 울산광역시 울주군으로 이사온다. 학교에 입학하기 위해서 교무실에 방문하는 동안 기준의 신발이 도난당한다. 이에 대해 선생이 영준을 의심한다. 학교에 입학한 기준은 축구를 하던 중 윗학년에게 맞는다. 이걸 알게된 영문은 친구들과 함께 를 폭행한다음 기준에게 사과시킨다. 이 과정에서 기준은 영문과 영준과 친해진다.

## 출연

### 주연
- 이재준 : 기준 역
- 최현진 : 영문 역

### 조연
- 최우록 : 영준 역
- 정준 : 석훈 역
- 고서희 : 기준 엄마 역
- 강길우 : 담임 역
- 이현균 : 기준 아빠 역